# Liebfrauengymnasium Büren
Das Liebfrauengymnasium Büren ist eine katholische Privatschule  in Büren. Schulträger des Gymnasiums sind die Malteser Werke.

## Geschichte
Das Liebfrauengymnasium begann 1946 als Mädchenschule unter der Leitung der Schwestern Unserer Lieben Frau. In den ersten Jahren wuchs die Zahl der Schülerinnen im „Gartenhaus“ schnell an, so dass mehr Platz für das Schulgebäude und das Internat gebraucht wurde. 1971 wurde der Neubau mit der Sporthalle fertiggestellt und eingeweiht. In dem Jahr kamen auch die ersten Jungen an die Schule, die nun koedukativ war. Seitdem arbeitet das Liebfrauengymnasium mit dem Mauritius-Gymnasium zusammen, um den Schülern beider Schulen viele Fächer in der Oberstufe anzubieten. 2012 gaben die Schwestern Unserer Lieben Frau die Schule an die Malteser Werke GmbH ab, die schon lange für den Malteserorden im sozialen Bereich tätig sind.

## Schüler und Lehrer
Die Schule beschäftigt 54 Lehrer und 5 Referendare. Sie hat insgesamt 24 Klassen, die sich wie folgt aufteilen: vier 5. Klassen, fünf 6. Klassen, vier 7. Klassen, vier 8. Klassen, vier 9. Klassen und drei Oberstufenklassen (EF, Q1 und Q2). Geleitet wird die Schule vom Schulleiter Thorsten Harnischmacher und seinem Vertreter Andreas Westerwinter.